# Pietà Hotspurs FC
Pietà Hotspurs FC (ang. Pietà Hotspurs Football Club) – maltański klub piłkarski z siedzibą w mieście Pietà na wschodzie kraju.

## Historia
Chronologia nazw: 
- 1968–...: Pietà Hotspurs FC

Klub został założony w 1968 roku jako Pietà Hotspurs FC. Na początku swego istnienia zespół występował w niższych ligach regionalnych. Do 1973 roku nazywał się Pietà Atlanta. W 1974 roku zespół zdobył mistrzostwo w czwartej dywizji i awansował do trzeciej dywizji, w której grał przez dziesięć lat. Ostatecznie wygrał promocję do Maltese First Division w 1985 roku, ale szybko spadł ponownie. Jednak wrócił i wygrał ponownie w roku 1988 promocję do First Division. W 1994 roku w końcu zdobył awans do Premier League. W sezonie 1994/95 debiutował w Premier League, ale zajął przedostatnie 9 miejsce i pożegnał się z najwyższą ligą. Po jednym sezonie w 1996 powrócił do elitarnych rozgrywek. Po 12 latach gry w sezonie 2007/08 zespół zajął przedostatnie 9 miejsce i został zdegradowany do First Division. W sezonie 2013/14 zajął pierwsze miejsce w pierwszej dywizji i powrócił do Premier League.

## Sukcesy

### Trofea międzynarodowe
Nie uczestniczył w rozgrywkach europejskich (stan na 31-05-2014).

### Trofea krajowe
| \| \| Zdobyte trofea w rozgrywkach Malty (stan na: 31-05-2014) \| |                                                          |      |                                         |
| Rozgrywki                                                         | Osiągnięcie                                              | Razy | Sezon(y)                                |
| Mistrzostwo                                                       | I miejsce                                                | 0    |                                         |
| Mistrzostwo                                                       | II miejsce                                               | 0    |                                         |
| Mistrzostwo                                                       | III miejsce                                              | 0    |                                         |
| Mistrzostwo                                                       | 5 miejsce                                                | 3    | 2000, 2003, 2004                        |
| Puchar                                                            | zdobywca                                                 | 0    |                                         |
| Puchar                                                            | finalista                                                | 0    |                                         |
| Puchar                                                            | ćwierćfinalista                                          | ?    | ..., 2001, 2002, 2003, 2007, 2012, 2014 |
| II liga                                                           | I miejsce                                                | ?    | ..., 2014                               |
| II liga                                                           | II miejsce                                               | ?    | ...                                     |
| II liga                                                           | III miejsce                                              | ?    | ..., 2009, 2012, 2013                   |
| Malta                                                             | Zdobyte trofea w rozgrywkach Malty (stan na: 31-05-2014) |      |                                         |

## Stadion
Klub rozgrywa swoje mecze domowe na stadionie narodowym Ta’ Qali Stadium w Ta’ Qali, który może pomieścić 17,000 widzów.